# Oscar Dufrenne
Ne doit pas être confondu avec Oscar Dufresne.
Pour les articles homonymes, voir Dufrenne.
Oscar Dufrenne, né à Lille le 13 mars 1875 et mort assassiné à Paris le 24 septembre 1933, est un directeur de salles de spectacles et un homme politique français du début du XXe siècle. Son assassinat, dans le cinéma du Palace, fit la une de la presse.

## Biographie
Issu d'un milieu modeste, fils d'un tapissier, originaire de Lille, Oscar Dufrenne commence une carrière d'aide-tapissier avant de s'essayer à la comédie dans des revues de province. Il monte ensuite à Paris, se produisant aux Bouffes-du-Nord, à la Gaieté-Rochechouart et au Grand-Guignol, où il fait la connaissance de Georges Grandjean. Grâce à des économies, il devient manager de tournées et impresario du chanteur Mayol à partir de 1908. Dans ses mémoires, ce dernier raconte : 
« (...) à la suite d'une association avec André Grandjean, il venait de monter sa première affaire de tournée théâtrale. Cela ne lui a pas trop mal réussi puisque Dufrenne est maintenant directeur du Palace, de l'Empire... et propriétaire du Concert Mayol (...) C'est dans l'un des spectacles qu'il monta ainsi, que débuta, d'abord comme acteur, ensuite comme auteur, un jeune garçon : Henri Varna, devenu aujourd'hui l'un de nos producers les plus estimés, et le bras droit de Dufrenne dans la plupart de ses opérations. »
L'une des raisons de la réussite de Dufrenne est que, pendant la Première Guerre mondiale, en 1915, il est à la tête d'une délégation professionnelle de gens du spectacle qui réussit à convaincre le ministre de l'Intérieur Louis-Jean Malvy de laisser ouverts les théâtres et cabarets, lesquels ne se désempliront pas (notamment pour les permissionnaires) : « Une ville sans spectacle est une ville vaincue » affirmait alors le général Joseph Gallieni. Mobilisé en 1914, Dufrenne a été réformé en 1915.
Outre le Concert Mayol (qu'il dirige à partir de 1914 avec Henri Varna), Dufrenne dirige le casino de Trouville-sur-Mer (1918), puis, après la guerre, les Bouffes du Nord (1918), les Ambassadeurs à partir de 1919, le Moncey Music-Hall (1921), le Palace à partir de 1923, le Bataclan, le casino de Riva-Bella (Ouistreham), et le Casino de Paris (à partir de 1929, succédant à Léon Volterra) et fait construire le théâtre de l'Empire (1923), dont il est le directeur, et son collaborateur Emile Audiffred le directeur artistique.
Pendant cette période, de 1916 à mai 1932, il préside le Syndicat des directeurs de spectacles de France et est arbitre près le Tribunal de Commerce de la Seine, depuis 1917.
Il signe plusieurs revues avec Varna et Audiffred qui furent interprétées par Mistinguett, Joséphine Baker ou Marie Dubas. En 1924-1926, il dirige Antoine Félicien Martel, alias Tramel ami de Félix Mayol et assure le succès de la pièce de Georges de la Fouchardière appelée Le Crime du Bouif.
Oscar Dufrenne est également éditeur de musique et publie des chansons dont les créateurs sont Georgius, Emma Liebel, Dranem, Damia, Félix Mayol, Émile Audiffred, etc.
Il reçoit la Légion d'honneur en 1926, en partie pour avoir administré bénévolement la maison de retraite des anciens comédiens de Couilly-Pont-aux-Dames. Le banquet organisé par ses amis pour fêter la croix de chevalier réunit aussi bien des hommes politiques - Malvy, le ministre de l'intérieur Jean Durand, les députés Henri Auriol et Henry Paté - et des hauts-fonctionnaires (le préfet de la Seine, le préfet de police, Jean Chiappe, directeur de la Sûreté) que des artistes (Maurice Chevalier, Dranem, Harry Baur, Firmin Gémier, André Rivoire, Léo Lelièvre, Yvonne Vallée) et des personnalités du monde du spectacle comme Max Maurey, Alphonse Franck, Emile Audiffred, ou Léon Volterra.
En 1929, il est élu sous la bannière du Parti radical conseiller municipal du quartier de la Porte-Saint-Denis (10e arrondissement de Paris), où il réside. Il est le seul candidat parisien à avoir battu un élu sortant dès le premier tour. Il s'occupe notamment des questions d'entraide sociale, étant également président ou animateur de sociétés mutualistes, de colonies de vacances - il envoie en vacances chaque année des enfants de sa circonscription, ce qui était l'une de ses promesses électorales - , de maisons de retraite, notamment pour les artistes âgés, ainsi que de dispensaires. Comme tous les conseillers municipaux parisiens, il est aussi conseiller général de la Seine. Candidat contre le colonel Jean Fabry, député sortant, amputé de guerre, ancien ministre, il est battu de justesse lors au second tour des élections législatives de 1932. 
Devenu l'un des rois de la nuit parisienne, un proche du pouvoir (à l'époque aux mains des Radicaux), connu pour ses largesses, sa générosité et ses amitiés - c'est un ami  aussi bien de Jean Sablon, également homosexuel, ou Mistinguett que de l'homme politique radical Louis Malvy -, il n'est pas étonnant que son assassinat en septembre 1933 fasse la une de la presse et provoque scandale et rumeurs. Ses obsèques attirent la foule.

## Crime du Palace

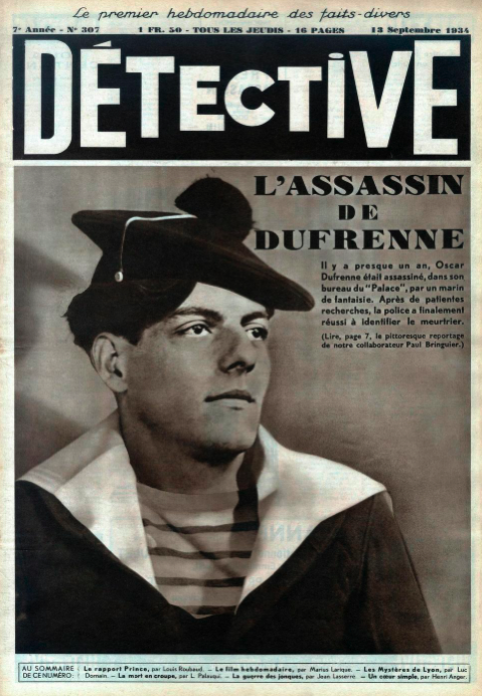
En une de Détective le 13 septembre 1934 : Paul Laborie, principal suspect, un an après le meurtre.

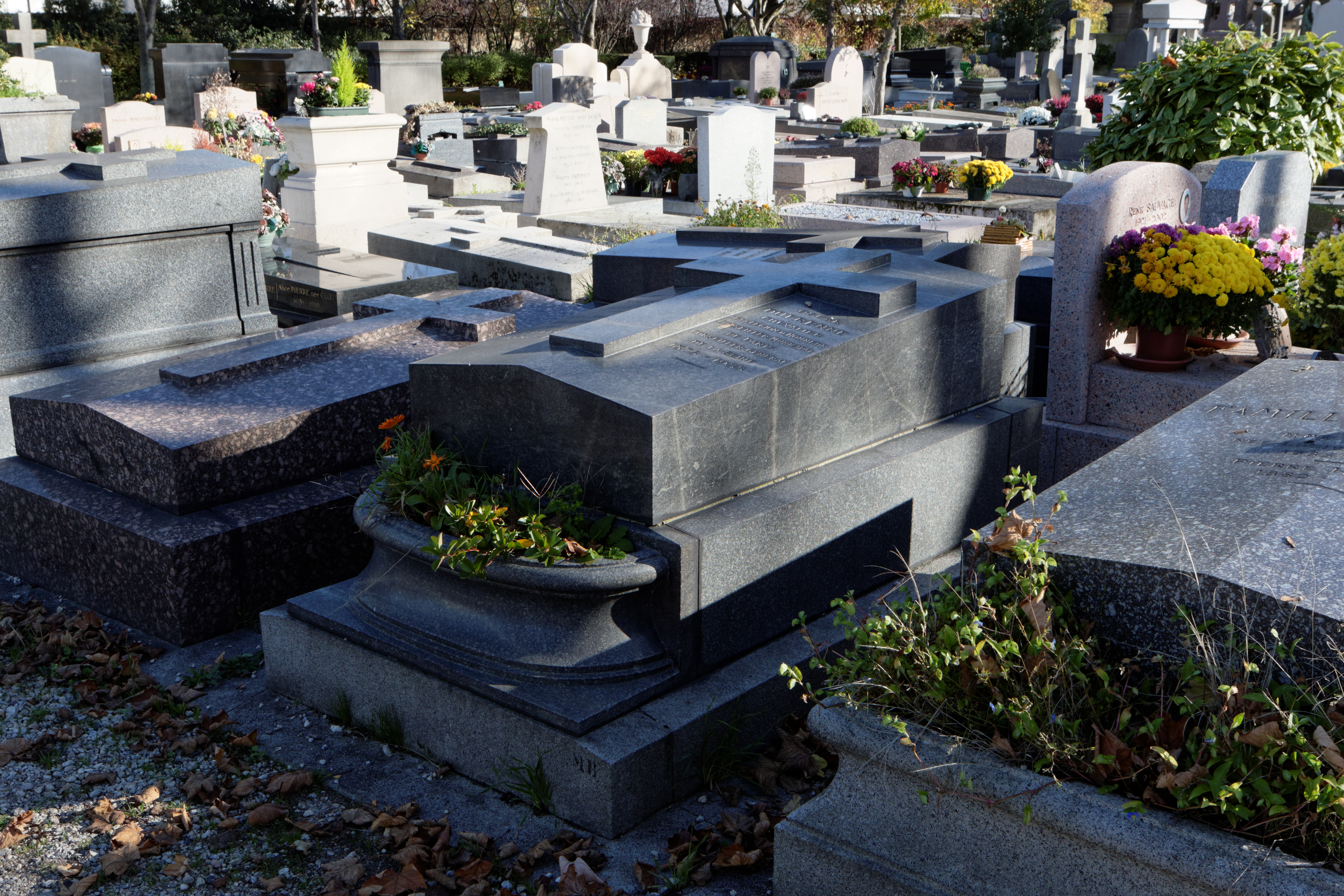
Tombe au cimetière du Père-Lachaise.

Le 25 septembre 1933, le corps d'Oscar Dufrenne est découvert enroulé dans un tapis, à moitié déshabillé, le crâne fracassé, dans son bureau du Palace . L'assassinat de cette personnalité du music-hall, notoirement homosexuelle, défraye la chronique durant plus de deux ans et son homosexualité devient publique. Une grande partie de la presse s'acharne alors sur les mœurs homosexuelles qu'elle juge décadentes. C'est le cas aussi de la majorité de droite au conseil municipal de Paris, à l'instigation du conseiller Lionel Nastorg. Des haines politiques viennent s'y ajouter : le nom de Louis Malvy est mêlé à l'affaire par certains témoins et par l'extrême droite,. 
L'homosexualité n'est pas taboue à l'époque et la presse se délecte du caractère scandaleux de l'affaire, la nature sexuelle du lieu du crime étant vite apparue aux enquêteurs, mais l'évoque à mots plus ou moins couverts, la loi sur la presse de 1881 poursuivant les outrages aux bonnes mœurs. 
Le procès deviendra d'ailleurs celui des « gens aux mœurs spéciales ». Le crime ne sera jamais élucidé : la police finit par arrêter en 1935 celui qu'elle présente comme un amant de passage habillé en marin, un certain Paul Laborie, repris de justice d'une vingtaine d'années, déjà condamné pour port d'armes, recel, trafic de stupéfiants et proxénétisme. Son procès en cour d'assises en octobre suivant se solde par un acquittement, pour la plus grande joie de la presse. 
L'affaire Dufrenne, qui succède à celle de Violette Nozière, éclate alors que la France subit les répercussions de la crise de 1929, que la République est ébranlée par l’agitation des ligues d'extrême droite et que le débat sur la décadence nationale culmine. Il prend également place entre deux crimes non élucidés, touchant également deux personnalités homosexuelles : le chanteur et poète égyptien Alexandre Scouffi, assassiné en mars 1932, et Louis Leplée, un proche de Dufrenne, en avril 1936. Dans Paris Tendresse (1990), Patrick Modiano émet l'hypothèse que les criminels de Scouffi et Dufrenne ne font qu'un. Le meurtre reste non élucidé.
Dufrenne est inhumé au cimetière du Père-Lachaise (89e division).
Son ancien associé Henri Varna, également homosexuel, lui succède seul à la tête du Casino de Paris et des autres théâtres. Le nom du Palace fut changé en celui d'Alcazar de Paris.

## Sources
1. 1 2 3 4 5 6 7  Florence Tamagne, « Le « crime du Palace » : homosexualité, médias et politique dans la France des années 1930 »
2. ↑  Les mémoires de Mayol, Louis Querelle éditeur, Paris, 1929
3. ↑  F. Tamagne, Le Crime du palace, Paris, Payot, 2017, p. 39-48.
4. ↑  Dossier de la Légion d'honneur de Dufrenne dans la base Léonore
5. ↑  La Rampe, 4 août 1918
6. ↑  La Rampe, 1er décembre 1918
7. ↑  La Rampe, 19 novembre 1921 sur Gallica
8. ↑  La Rampe, 11 mars 1923
9. ↑  Dossier de la Légion d'honneur de Dufrenne dans la base Léonore, Comoedia, 20 mai 1932
10. ↑  Programme officiel "Tournée TRAMEL -Le Crime du Bouif", page 2, production O. Dufrenne, 12p., 1924-1926
11. ↑  La Rampe, 15 juin 1926
12. ↑  Paris Soir, 4 mai 1929, Ibid., 7 mai 1929, Le Radical, 12 mai 1929, Le radical, 30 juin 1929, Ibid., 19 mai 1929
13. ↑  Comoedia, 8 juillet 1929, Paris Soir, 4 mai 1929
14. ↑  Le Petit Parisien, 20 avril 1932
15. ↑  Paris Soir, 26 septembre 1933, Ibid., 27 septembre 1933, Ibid., 7 octobre 1933, Ibid., 8 octobre 1933
16. ↑  Ibid., 28 septembre 1933
17. ↑  Florence Tamagne, Le Crime du Palace : Enquête sur l'une des plus grandes affaires criminelles des années 1930, Payo, 2017, p. 5.
18. ↑  Bulletin municipal officiel de la Ville de Paris, 3 décembre 1933
19. ↑  L'Action française, 1er octobre 1933, Ibid., 30 septembre 1933, Ibid., 20 décembre 1933
20. ↑  Florence Tamagne, « Le « crime du Palace » : homosexualité, médias et politique dans la France des années 1930 », Revue d’histoire moderne et contemporaine, nos 53-4,‎ avril 2006, p. 128-149 (DOI 10.3917/rhmc.534.0128).
21. ↑  Christian Gury, L'honneur flétri d'un évêque homosexuel en 1937, Kimé, 2000, p. 47.
22. ↑  Florence Tamagne, Le crime du Palace. Enquête sur l'une des plus grandes affaires criminelles des années 1930, Payot, 2017, p. 267.